# Fiat 242
El Fiat 242 fue una furgoneta producida por Fiat en 1974 y fue el resultado de una cooperación con Citroën y se vende bajo el nombre Citroën C35 en Francia, cual reemplaza la legendaria Citroën H. Ambos vehículos fueron producidos en Italia hasta 1987, y luego en Francia por Chausson, cuando Fiat abandonó el 242.
El Fiat 242 dominó el mercado durante todos los años setenta por ser robusto y fiable, con un umbral de carga bajo y un piso plano, también se utilizó en transformaciones muy específicos como las versiones para el transporte de personas y el transporte mixto, y para la innovadora y exitosa versión para el tiempo libre con la transformación en camper.

## Historia
El Fiat 242 fue resultado de la primera colaboración técnica entre Fiat Auto y Citroën en el campo de los vehículos comerciales. Esta cooperación fue el precursor de futuros acuerdos de cooperación entre los dos grupos que dan lugar a la empresa Sevel que produce en Italia, desde 1981 el Fiat Ducato, Citroën C 25 y Jumper y Peugeot J5 y Peugeot Boxer, en Francia desde 1994 se fabricarán los vehículos comerciales de batalla corta Fiat Scudo, Citroën Jumpy o Peugeot Expert, así como los vehículos de Segmento D (MPV) Fiat Ulysse,  Lancia Zeta y Phedra, Citroën Evasion y C8, Peugeot 806y 807.
También se fabricarán bajo acuerdo,  los vehículos comerciales ligeros Fiat Doblò, Fiat Qubo, Peugeot Rifter, o Citroën Berlingo en la planta de Stellantis Vigo, (España).

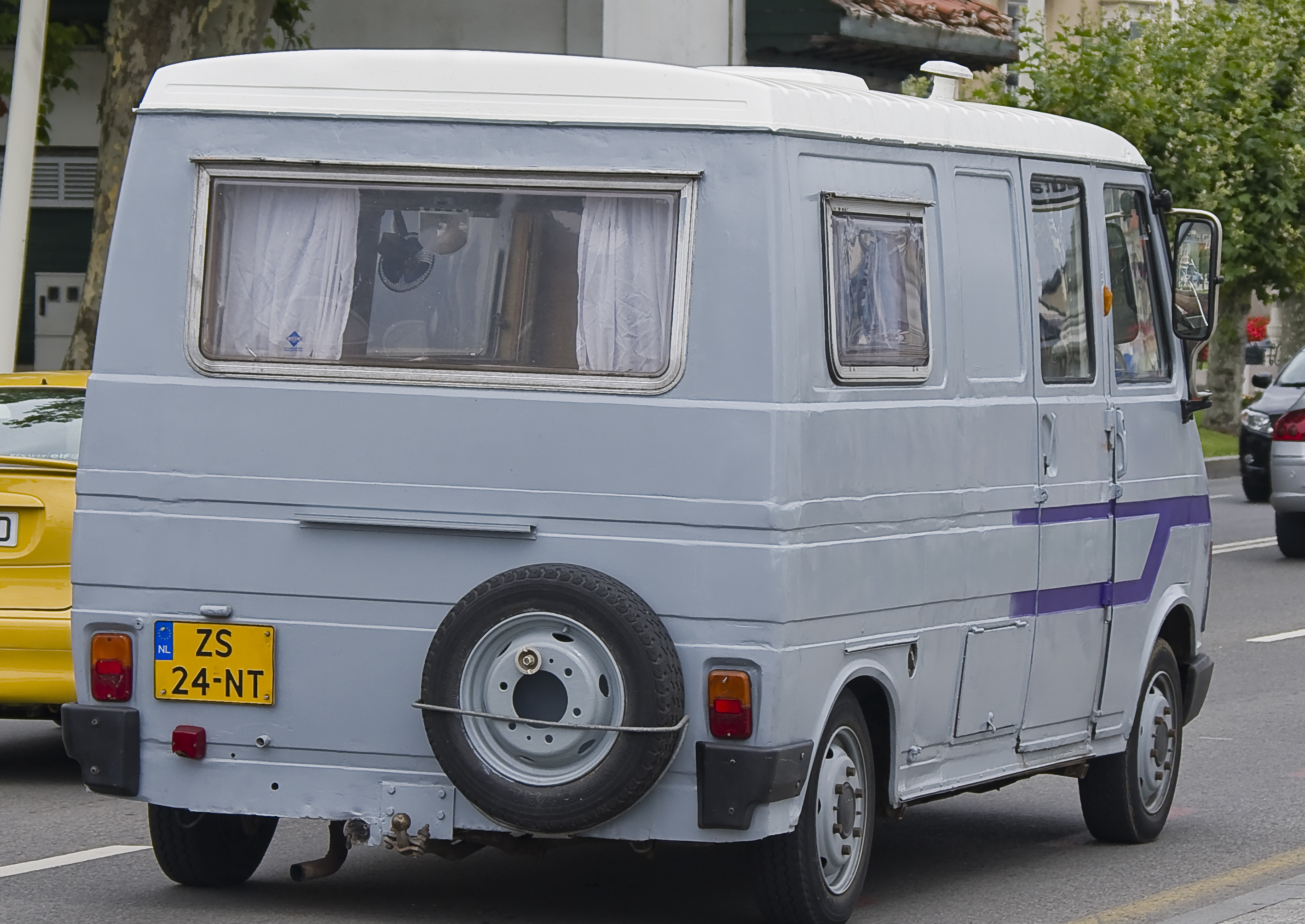
1983 Fiat 242 camper

## Ficha técnica
- Motor:[4]

2.2 litros en línea de cuatro cilindros diésel 61.5 CV

2 litros en línea de cuatro cilindros gasolina 70 CV

1.6 litros en línea de cuatro cilindros gasolina 62 CV
- Caja de cambios: manual de cuatro velocidades
- Velocidad máxima 110 km / h (68 mph) (2 L)